# الوادي السعيد (مسلسل)
الوادي السعيد (بالإنجليزية: Happy Valley)‏ هو مسلسل دراما جريمة بريطاني من بطولة سارة لانكشاير، ستيف بيمبرتون، سيوبان فينران، جورج كوستيجان، جو أرمسترونغ وجيمس نورتون. صدر الموسم الأول من المسلسل على قناة بي بي سي الأولى في 29 أبريل 2014.

## روابط خارجية
- الوادي السعيد (مسلسل) على موقع IMDb (الإنجليزية)
- الوادي السعيد (مسلسل) على موقع ميتاكريتيك (الإنجليزية)
- الوادي السعيد (مسلسل) على موقع روتن توميتوز (الإنجليزية)
- الوادي السعيد (مسلسل) على موقع نتفليكس (الإنجليزية)
- الوادي السعيد (مسلسل) على موقع أول موفي (الإنجليزية)
- الوادي السعيد (مسلسل) على موقع كينوبويسك (الروسية)
- الوادي السعيد (مسلسل) على موقع ألو سيني (الفرنسية)
- الوادي السعيد (مسلسل) على موقع قاعدة بيانات الفيلم (الإنجليزية)